# Jan van Amstelklasse

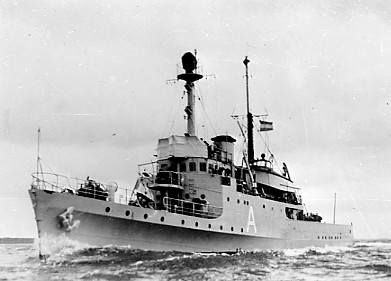
Hr. Ms. Jan van Amstel naamgever van deze klasse
bron:Koninklijke Marine

De Jan van Amstelkasse was een serie van negen mijnenvegers, die waren gebouwd om zowel dienst te doen in Nederlands-Indië als in de Nederlandse kustwateren. De serie bestond oorspronkelijk uit twaalf schepen, maar doordat drie van de vier schepen die nog in aanbouw waren toen Nederland capituleerde nooit zijn afgebouwd is het maar bij negen gebleven. De schepen van de Jan van Amstelklasse konden ook ingericht worden als mijnenlegger. De bouw van de schepen vond plaats bij twee verschillende scheepswerven namelijk Gusto (vier stuks) uit Schiedam en P Smit (vijf stuks) uit Rotterdam.

## Schepen
- Hr.Ms. Jan van Amstel (1937-1942)
- Hr.Ms. Pieter de Bitter (1937-1942)
- Hr.Ms. Abraham Crijnssen (1937-1961)
- Hr.Ms. Eland Dubois (1937-1942)
- Hr.Ms. Willem van Ewijck (1937-1939)
- Hr.Ms. Pieter Florisz (1937-1962) (1940-1945 in Duitse dienst)
- Hr.Ms. Jan van Gelder (1937-1961)
- Hr.Ms. Abraham van der Hulst (1937-1940)
- Hr.Ms. Abraham van der Hulst (1946-1961) (1940-1945 in Duitse dienst)